# Chézy-sur-Marne
Chézy-sur-Marne je francouzská obec v departementu Aisne v regionu Hauts-de-France. V roce 2011 zde žilo 1 320 obyvatel.

## Sousední obce
Azy-sur-Marne, Essises, Essômes-sur-Marne, La Chapelle-sur-Chézy, Nesles-la-Montagne, Nogent-l'Artaud, Nogentel, Romeny-sur-Marne

## Doprava
Obec je na křižovatce silnic D15 a D86. Dále je tu nádraží pro osobní přepravu na elektrifikované trati Paříž – Château-Thierry.

## Vývoj počtu obyvatel
Počet obyvatel 